# Olena Steschenska

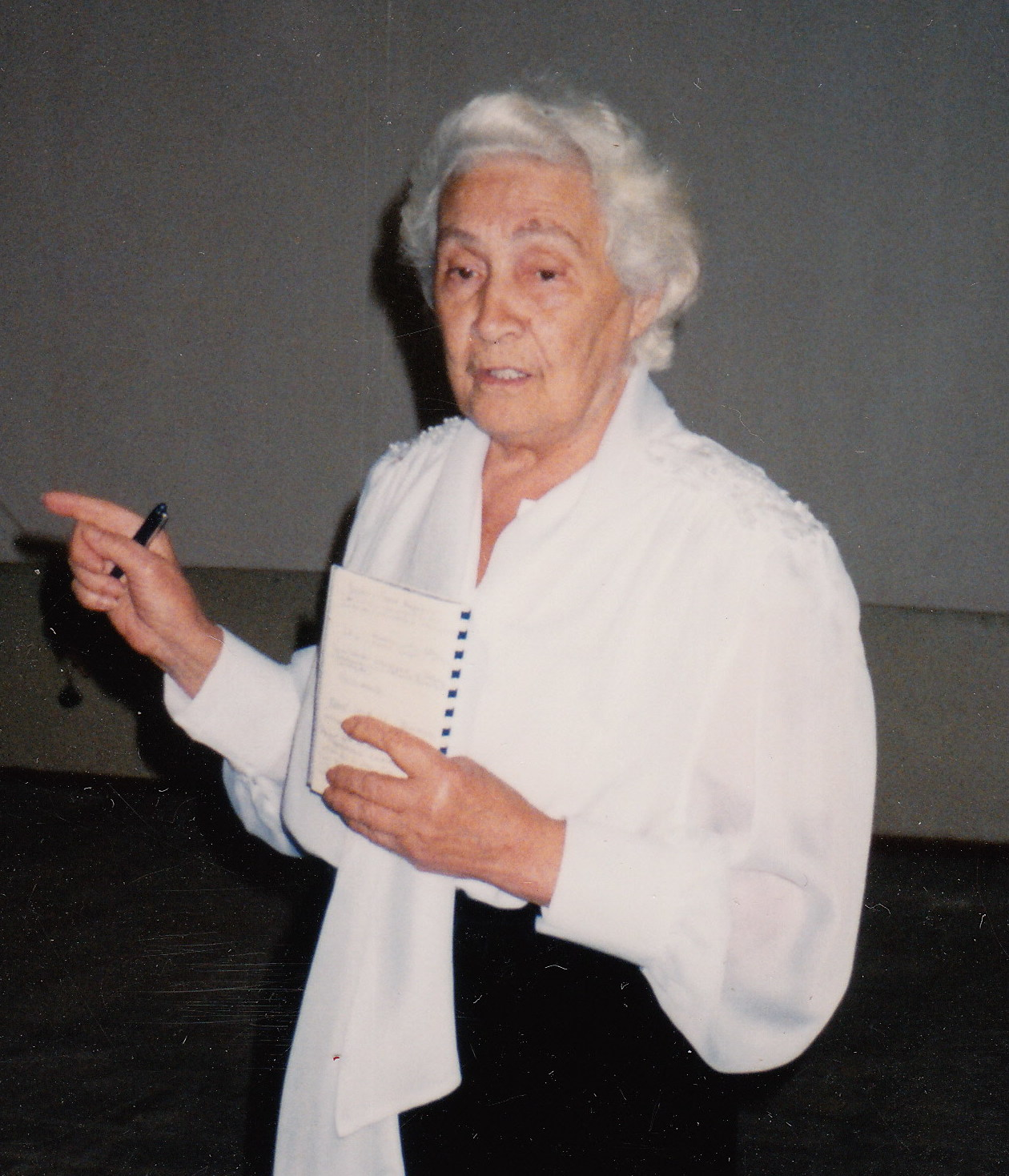
Olena Steschenska (2000)

Olena Iwaniwna Steschenska (ukrainisch Олена Іванівна Стеженська; * 18. Januar 1920 in Odessa; † 2. Januar 2020 in Kiew) war eine ukrainische Wissenschaftlerin auf dem Fachgebiet der Medizin, die sich mit Arbeitsmedizin und Berufskrankheiten beschäftigte. Die von ihr veröffentlichten und auf Fachkonferenzen präsentierten wissenschaftlichen Daten zu Grenzen der beruflichen und allgemeinen Arbeitsfähigkeit wurden von staatlichen und gewerkschaftlichen Strukturen der Ukraine und Russlands anerkannt und in großem Umfang genutzt.

## Leben
Olena Iwaniwna Steschenska wurde 1920 in Odessa in eine revolutionäre Familie von Tabakfabrikarbeitern und politischen Gefangenen geboren. Ihr Vater wurde früh während der sowjetischen Massenrepression getötet. Zusammen mit ihren zwei Brüdern und ihrer Schwester wuchs sie bei dem Revolutionär Iwan Woronow auf. Die Familie zog 1933 nach Moskau und lebte im Corps des Pages. Später wurde Steschenska geraten, sich an der Fakultät für Sanitätswesen dem Mitbegründer des Gesundheitssystems der Sowjetunion, Nikolai Alexandrowitsch Semaschko, anzuschließen.
Im Jahre 1945 schloss sie die Bogomolets National Medical University in Kiew mit Auszeichnung ab, worauf eine Fachausbildung folgte, die sie 1954 als Kandidatin der Medizinischen Wissenschaften absolvierte. In Krywyj Rih gründete sie 1955 das Institut für Arbeitshygiene und Berufskrankheiten und wurde dessen erste Direktorin. Der Internist und Gerontologe Dmitro Fedorowitsch Tschebotarow (1908–2005) berief sie 1960 als Leiterin an das Labor für Arbeitshygiene des neu eingerichteten Kiewer Instituts für Gerontologie der Akademie der Medizinischen Wissenschaften der UdSSR.
Mit der Dissertation Герогігієнічна оцінка використання професіонально-трудового потенціалу населення СРСР (deutsch: „Gerontologische Bewertung der Nutzung des Berufs- und Arbeitspotenzials der Bevölkerung der UdSSR“) erwarb sie 1972 den Doktorgrad der Medizinischen Wissenschaften. Nach ihrer Pensionierung 1995 nahm sie aktiv an der Arbeit des Rates der Veteranenorganisationen der Ukraine teil, einer Organisation der von ihr gegründeten Freiwilligenbewegung „Пенсіонер“ (deutsch: „Pensionär“). Bis 2005 leitete sie das Zentrum „Пенсіонер“, danach wurde sie zur Ehrenvorsitzenden ernannt.

## Wirken
Steschenska leistete einen wesentlichen Beitrag zur Entwicklung der medizinischen Forschung im Bereich Arbeitsmedizin und Berufskrankheiten. Bereits während und nach ihrem Aufbaustudium nahm sie bei ihrer Feldforschung die metallurgischen Anlagen in Dniprodserschynsk, Dnipropetrowsk, Donezk, Mariupol und Krywyj Rih in den Fokus. Eine umfassende Studie über die Auswirkungen verschiedener mikroklimatischer Bedingungen auf Gesundheit und Effizienz der Arbeitnehmer in allen Teilen des metallurgischen Kreislaufs, insbesondere in Hochofen- und Bessemer-Anlagen sowie Walzwerken, ermöglichte ihr die Entwicklung praktischer Empfehlungen, die anerkannt und umgesetzt wurden und noch heute werden.
Im Jahre 1955 gründete Steschenska das Institut für Arbeitshygiene und Berufskrankheiten in Krywyj Rih und leitete es bis 1960. Durch Expeditionen direkt zu Arbeitsplätzen und Bergbaugebieten schuf sie für Wissenschaftler Möglichkeiten der erfolgreichen Erforschung und Untersuchung von Arbeitsbedingungen und den damit verbundenen Risiken von Berufskrankheiten. Daraus resultierende Empfehlungen wurden berücksichtigt, um beispielsweise Produktionsraten, Schichtlängen u. ä. zu bestimmen.
In Kiew wurde 1958 das erste Institut für Gerontologie in der UdSSR eröffnet. Von 1960 bis 1995 leitete Steschenska dort das Labor für Arbeitshygiene. Im Jahre 1972 veröffentlichte sie ihre Dissertation Герогігієнічна оцінка використання професіонально-трудового потенціалу населення СРСР (deutsch: „Gerontologische Bewertung der Nutzung des Berufs- und Arbeitspotenzials der Bevölkerung der UdSSR“) zur Erlangung des Doktorgrads der Medizinischen Wissenschaften.
Steschenska ist Autorin dutzender wissenschaftlicher Arbeiten, die in in- und ausländischen wissenschaftlichen Fachzeitschriften und Konferenzen veröffentlicht wurden. Die darin enthaltenen wissenschaftlichen Daten zu den Grenzen der beruflichen und allgemeinen Arbeitsfähigkeit wurden von staatlichen und gewerkschaftlichen Strukturen der Ukraine und Russlands anerkannt und in großem Umfang genutzt. Darin begründete sie insbesondere, warum die von den staatlichen Stellen beabsichtigte Erhöhung des Rentenalters aus arbeitsmedizinischer Sicht unmöglich ist.

## Auszeichnungen
- Diplom des Parlamentspräsidiums der UdSSR (1982)
- Verdienstorden 3. Klasse (2000)
- Diplom des Ministerkabinetts der Ukraine (2001)
- Diplom des Parlamentspräsidiums der Ukraine (2002)
- Brustplakette für Verdienste des Ministeriums für Arbeit und Sozialpolitik der Ukraine (2005)
- Auszeichnung „Ehrenveteran der Ukraine“ der Veteranenorganisationen der Ukraine (2009)

## Werke
- Дорогой длинною / Воспоминания. Kiew 2016 (Steschenskas Memoiren).
- Герогігієнічна оцінка використання професіонально-трудового потенціалу населення СРСР. Kiew 1972 (Dissertation (Doktorgrad)).